# Eugoa bilineata
Eugoa bilineata är en fjärilsart som beskrevs av George Francis Hampson 1901. Eugoa bilineata ingår i släktet Eugoa och familjen björnspinnare. Inga underarter finns listade i Catalogue of Life.